# まあや
まあやは、TBSの深夜番組「あいまいナ!」のナレーター兼イラストレーター。

## 人物・来歴
元々は番組のアシスタントディレクターである。
企画からRSPと共にソニーからCDデビューを果たす。しかし、本人の意思により断固として顔だしを拒否した為に番組出演時は常にロボットのような箱を被っていた。
あいまいナ!終了後に後枠の番組「モンクの叫び!」でもナレーターを努めていたが、2012年10月の番組終了以降ナレーションの仕事はしていない。
| スタブアイコン | サブスタブ | この項目は、まだ閲覧者の調べものの参照としては役立たない、人物に関連した書きかけの項目です。この項目を加筆・訂正などしてくださる協力者を求めています（P:人物伝/PJ:人物伝）。 |